# Op bezoek bij George W. Bush
Op bezoek bij George W. Bush is een docudrama waarin aan de hand van historisch beeldmateriaal en gesitueerde interpretaties helderheid wordt gegeven over de Nederlandse steun aan de Amerikaanse missie in Irak en de benoeming van Jaap de Hoop Scheffer tot secretaris-generaal van de NAVO.
Over hoe Nederland betrokken is geraakt bij de Irakoorlog en wat er is gebeurd tijdens het bezoek op 2 september 2003 van premier Jan Peter Balkenende en De Hoop Scheffer (toen nog minister van Buitenlandse Zaken) aan de Amerikaanse president George W. Bush.
Deze serie is bedacht door regisseur Norbert ter Hall. Ger Beukenkamp schreef het scenario.

## Verhaal
Balkenende en De Hoop Scheffer zitten in een hotel in Washington voorafgaand aan en na afloop van het bezoek aan George W. Bush. Balkenende wordt geïnformeerd over de Nederlandse steun aan de Amerikaanse Missie aan Irak, die De Hoop Scheffer zonder enig overleg heeft toegezegd. Balkenende is woest, maar er zit weinig anders op dan De Hoop Scheffer naar buiten toe hierin te steunen.
Ondertussen maakt De Hoop Scheffer duidelijk dat als Balkenende zijn steun zal uitspreken, de twee binnenkort van elkaar verlost zijn, want de kans is groot dat De Hoop Scheffer dan secretaris-generaal van de NAVO zal worden. En hij maakt Balkenende duidelijk dat als hij hem hierin niet steunt, De Hoop Scheffer ervoor zal zorgen dat de samenwerking in het kabinet niet prettig zal gaan zijn. Balkenende wordt hiermee voor het blok gezet maar zegt uiteindelijk, zij het onder protest, toe dat hij De Hoop Scheffer zal steunen, die een paar maanden daarna begint als secretaris-generaal van de NAVO.

## Rolverdeling
| Personage                       | Acteur                   | Functie                                                          |
| ------------------------------- | ------------------------ | ---------------------------------------------------------------- |
| Jan Peter Balkenende            | Pierre Bokma             | minister-president                                               |
| Jaap de Hoop Scheffer           | Porgy Franssen           | minister van Buitenlandse Zaken, secretaris-generaal van de NAVO |
| Verteller                       | Gijs Scholten van Aschat |                                                                  |
| Persoonlijk adviseur Balkenende | Jaap ten Holt            |                                                                  |